# Агрий
Агрий (на старогръцки: Ἄγριος) в древногръцката митология е гигант.
В Библиотеката на Аполодор той е син на Гея от капналата на нея кръв от Уран. Във Fabulae на Хигин той е син на Тартар. При Аполодор той и брат му Тоон са убити през Гигантомахията от Мойрите с бронзови пръти. Понеже гигантите могат да бъдат истински убити само от простосмъртни, Херакъл с лък го сваля на земята.